# 淡红狼蛛
淡红狼蛛（学名：Lycosa russea）为狼蛛科狼蛛属的动物。在中国大陆，分布于山西等地。该物种的模式产地在山西。